# Non, je ne regrette rien
Non, je ne regrette rien é uma canção composta em 1956, com letra de Michel Vaucaire e melodia de Charles Dumont.  Foi gravada pela primeira vez por Édith Piaf em 10 de novembro de 1960.
Piaf dedicou a sua gravação à Legião Estrangeira, que atuava, na época, na Guerra da Argélia (1956-1962).

## Outros intérpretes
- Isabelle Boulay
- Dalida
- Cássia Eller
- Les Garçons Bouchers
- Garou
- Los Manolos
- Johnny Hallyday
- Bad Boys Blue
- Patricia Kaas
- Marc Lavoine
- Nicole Martin
- Mireille Mathieu
- Julie Pietri
- Amy Diamond
- Ricky Vallen
- Rammstein
- Bibi Ferreira
- Maria Bethânia
- Sabah Moraes

## Cultura popular
Na Grã-Bretanha, a canção é associada ao ex-chanceler do Partido Conservador Norman Lamont que declarou ter ouvido a canção enquanto tomava banho na noite em que o país se retirou do Mecanismo Europeu de Taxas de Câmbio, em 1992.

## Cinema
Foi ouvida em várias trilhas sonoras, dentre elas:
- Keiner liebt mich (1994)
- La Haine (1995)
- Babe, le cochon dans la ville (1998)
- Sueurs (2002)
- Innocents - The Dreamers (2003) de Bernardo Bertolucci
- Monamour (2005) de Tinto Brass
- Intolerable Cruelty (2003) de Joel e Ethan Coen
- La Môme (2007)
- A Origem (2010)
- Madagascar 3: Os procurados (2012)
- O Poliglota (2016)